# Stazione meteorologica di San Martino di Venezze
La stazione meteorologica di San Martino di Venezze è la stazione meteorologica di riferimento relativa alla località di San Martino di Venezze.

## Coordinate geografiche
La stazione meteorologica si trova nell'area climatica dell'Italia nord-orientale, nel Veneto, in provincia di Rovigo, nel comune di San Martino di Venezze, a 6 metri s.l.m. e alle coordinate geografiche 45°08′N 11°53′E.

## Dati climatologici
In base alla media trentennale di riferimento 1961-1990, la temperatura media del mese più freddo, gennaio, si attesta a +0,1 °C, quella del mese più caldo, luglio, è di +22,9 °C .
| San Martino di Venezze | Mesi | Mesi | Mesi | Mesi | Mesi | Mesi | Mesi | Mesi | Mesi | Mesi | Mesi | Mesi | Stagioni | Stagioni | Stagioni | Stagioni | Anno |
| San Martino di Venezze | Gen  | Feb  | Mar  | Apr  | Mag  | Giu  | Lug  | Ago  | Set  | Ott  | Nov  | Dic  | Inv      | Pri      | Est      | Aut      | Anno |
| ---------------------- | ---- | ---- | ---- | ---- | ---- | ---- | ---- | ---- | ---- | ---- | ---- | ---- | -------- | -------- | -------- | -------- | ---- |
| T. max. media (°C)     | 3,6  | 7,2  | 13,1 | 17,9 | 22,5 | 27,6 | 30,1 | 29,2 | 25,1 | 18,0 | 10,6 | 5,3  | 5,4      | 17,8     | 29,0     | 17,9     | 17,5 |
| T. min. media (°C)     | −3,3 | −1,0 | 2,3  | 5,7  | 10,0 | 13,8 | 15,6 | 15,0 | 12,0 | 7,8  | 2,6  | −0,7 | −1,7     | 6,0      | 14,8     | 7,5      | 6,6  |